# دوران‌لی
دوران‌لی (به لاتین: Dövranlı) یک منطقه مسکونی در جمهوری آذربایجان است که در شهرستان گوی‌چای واقع شده است. دوران‌لی ۳۲۶ نفر جمعیت دارد.